# Mädlerpassage
Die Mädlerpassage ist ein in der Innenstadt von Leipzig gelegener überdachter Einzelhandels-, Restaurations- und Dienstleistungskomplex und zugleich eine der wenigen vollständig erhaltenen und prachtvollsten Ladenpassagen der Messestadt.

## Beschreibung
Heute besteht die Passage aus drei Armen, angeordnet in T-Form. Am Punkt, an dem die drei Arme aufeinandertreffen, befindet sich eine oktogonale Rotunde mit einem Durchmesser von rund 12 Metern. Der längere Arm von der Grimmaischen Straße bis zur Rotunde wurde zuerst gebaut und ist rund 75 Meter lang. Ähnlich wie beim Vorbild des Bauwerks, der Galleria Vittorio Emanuele II in Mailand, wird die Passage durch nach innen gezogene Straßenfassaden begrenzt. In diesem Abschnitt wird die 6 bis 7 Meter breite Passage durchgängig über dem zweiten Obergeschoss in etwa 13 Meter Höhe von einem Glasdach in Stahlrippenkonstruktion bedeckt. Darüber befinden sich noch zwei weitere Etagen.
Als zweiter Bauabschnitt wurde kurz darauf der Passagenarm von der Rotunde bis zum Neumarkt gebaut, so dass der Grundriss zu einem L erweitert wurde. Erst 1963-65, als das Messehaus am Markt errichtet wurde, wurde der dritte Passagenarm zur Petersstraße angefügt, so dass die heutige T-Form entstand. Die Verbindung vom Neumarkt zur Petersstraße ist 110 Meter lang. Der zuletzt angebaute Abschnitt hat nur Erdgeschoss-Höhe und wird künstlich belichtet.
Im ersten Passagenabschnitt befindet sich der Zugang zum historischen Weinkeller Auerbachs Keller. Hier steht das Doppelstandbild zweier Bronzefigurengruppen von Mathieu Molitor (1873–1929). Es handelt sich um Faust und Mephisto auf der einen Seite, eine Gruppe verzauberter Studenten auf der anderen, als Zitat aus der Auerbachs Keller-Szene in Goethes Faust.
Neben dem geschichtsträchtigen Auerbachs Keller im Untergeschoss befinden sich in der Passage über 20 kleine Ladengeschäfte und Gaststätten. Die Obergeschosse bieten unter anderem Platz für Büroräume, das Kabarett Sanftwut und einen Kunstraum in Größe von 250 m².

## Geschichte

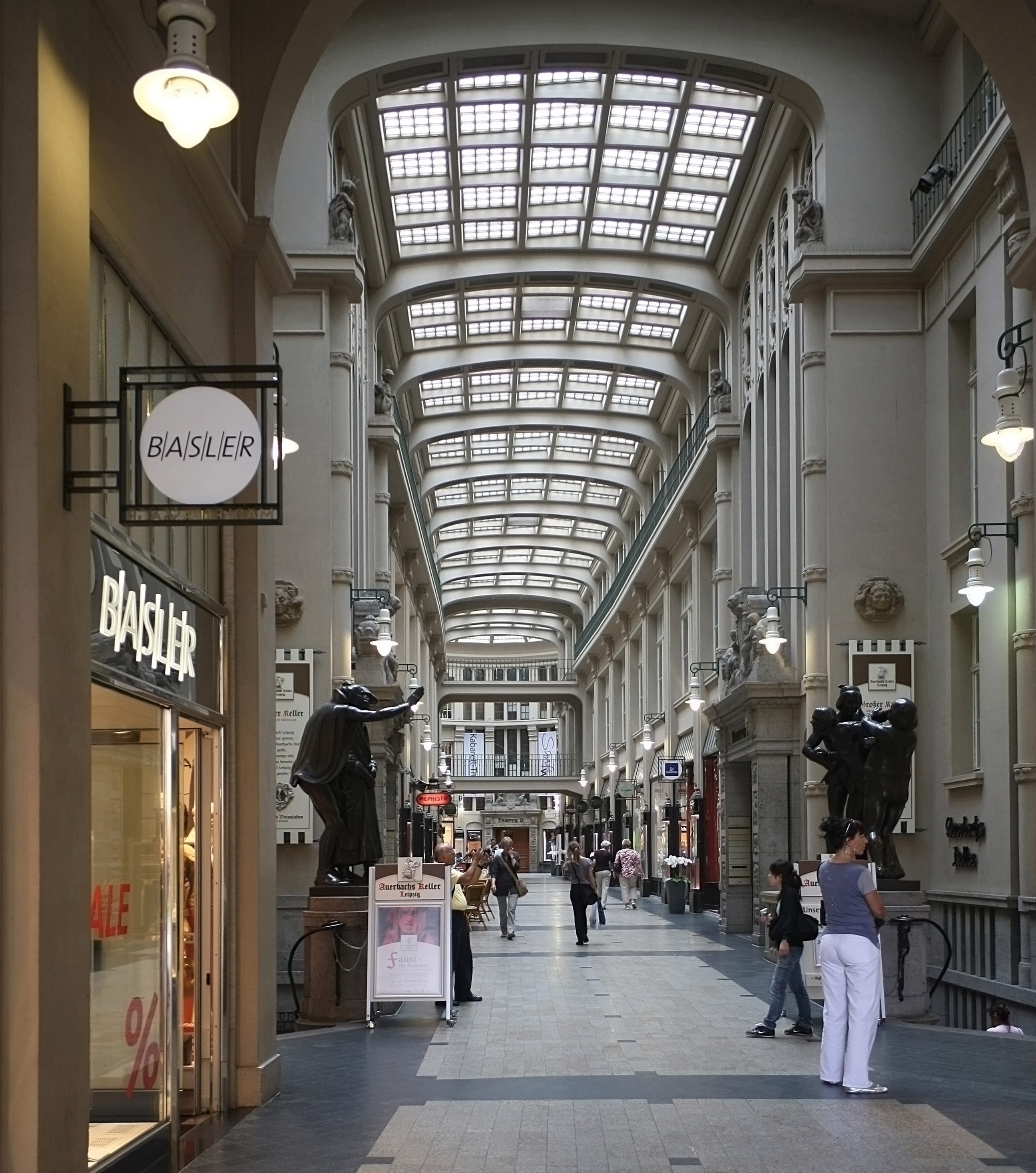
Mädlerpassage mit Auerbachs Keller (2009)
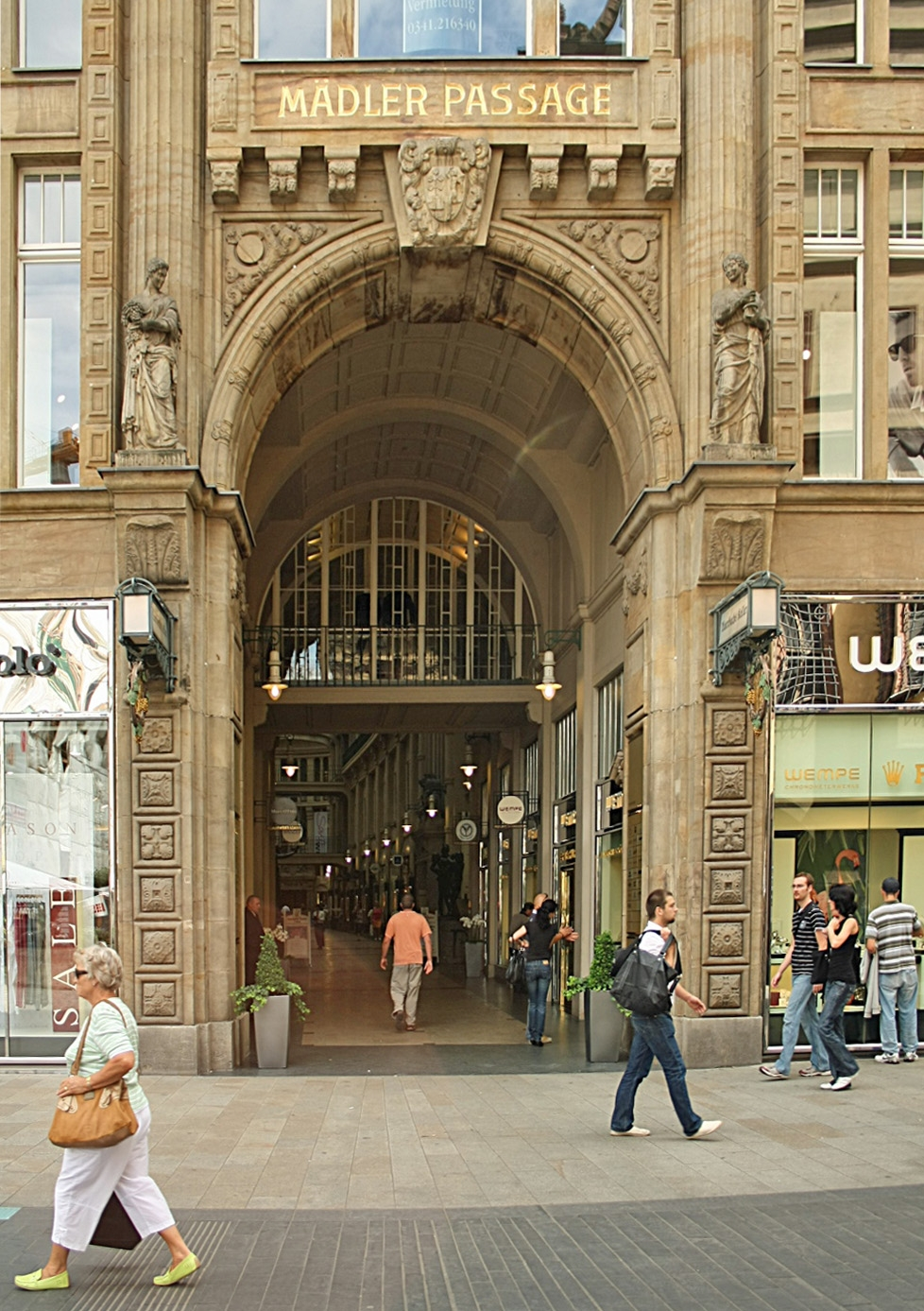
Nordeingang der Mädlerpassage (2009)

Das Grundstück war zwischen 1530 und 1911 mit dem Gebäudekomplex Auerbachs Hof bebaut. Am 1. Januar 1911 wurde Auerbachs Hof sowie ein benachbartes Grundstück an den Koffer- und Lederfabrikanten Anton Mädler (1864–1925) verkauft. Dieser ließ sämtliche Gebäude abreißen und von 1912 bis 1914 das Messehaus Mädler-Passage nach Plänen des Architekten Theodor Kösser errichten.
Es entstand ein fünfgeschossiges Durchgangshaus mit einer 142 m langen, viergeschossigen Passage. Das Rundbogenportal am Passageneingang wird von zwei lebensgroßen weiblichen Gewandfiguren flankiert, die Weintrauben und eine Vase tragen. Sie nehmen Bezug auf die Zweckbestimmung des Hauses als Weinkeller (Auerbachs Keller) und Messehaus der Branchen Porzellan, Keramik und Steingut (Ausstellungsfläche 5.700 m²). Seit 1969 befindet sich in der Rotunde der Passage ein Porzellanglockenspiel aus Meissner Porzellan. Bis 1989 wurde die Mädler-Passage als Messehaus genutzt.
Nach der Wende kaufte Jürgen Schneider 1991 für 80 Mio. DM die Mehrheit an der Immobilie von der Mädler-Erbengemeinschaft. Er wollte die Passage sanieren. Dazu kam es nicht, nachdem sein Unternehmen in Konkurs ging. 1995 übernahm die Commerzbank die Mehrheit.
Von 1995 bis 1997 wurde die Passage umfangreich saniert und einer neuen Nutzung zugeführt. Die Commerzbank verkaufte ihre Mehrheitsbeteiligung an der Mädler-Passage Grundstück GmbH & Co. KG 2008 an ein Unternehmen der MIB Unternehmensgruppe, Berlin/Leipzig. Die übrigen Anteile gehören einer Enkelin Anton Mädlers.